# So into You
Singles de Kumi Kōda
Color of Soul
(2001) Love across the ocean
(2002)
So into You est le 4e single de Kumi Kōda sorti sous le label Rhythm Zone le 13 mars 2002 au Japon. Il atteint la 50e place du classement de l'Oricon. Il se vend à 3 910 exemplaires la première semaine, et reste classé pendant 2 semaines, pour un total de 5 800 exemplaires vendus.
So into You se trouve sur l'album Affection et sur la compilation Best: First Things.

## Liste des titres
| 1. | So into You                                | Kumi Kōda        | Yasuhiro Abe     | 4:34 |
| 2. | Color of Soul (Dub's guitar of soul remix) | Natsumi Watanabe | Miki Watanabe    | 7:47 |
| 3. | Take Back (Blackwatch remix)               |                  | Kazuhito Kikuchi | 7:28 |
| 4. | So into You (Instrumental)                 |                  | Yasuhiro Abe     | 4:32 |